# ブラックチャンネル
『ブラックチャンネル』は、きさいちさとしによる日本の漫画作品。および、それをもとにした『月刊コロコロコミック』と株式会社Plottにより共同制作されているYouTubeアニメについても記述する。漫画版は2020年1月に『ミラコロコミック』Ver.2.0号に読切として掲載され読者投票でストーリー部門1位を獲得。『月刊コロコロコミック』の2020年5月号と9月号に掲載され、11月号から連載に至った。YouTube版は同年8月にチャンネルが開設された。

## 沿革

### 2020年
『ミラコロコミック』Ver.2.0号に掲載前、ミラコロのコンペでは1位であった。作者は『ミラコロコミック』Ver.2.0号に読み切りが掲載される際、「前回のミラコロでは負けてしまい、とても悔しかったことから「絶対勝ちたい!!!」と強く思っていた」という。
2020年1月17日に発売された『ミラコロコミック』（小学館）Ver.2.0号で読切を掲載し、読者アンケートのストーリー漫画部門で1位を獲得。その反響を受け、『月刊コロコロコミック』（同）で2020年5月号と9月号の掲載、10月号での予告漫画を経て、2020年11月号より正式に連載開始。その後、第2話が掲載された『月刊コロコロコミック』2020年12月号では、「ストーリーまんが人気No.1」の評価を得ている。
『ミラコロコミック』では私市敬名義で掲載され、『月刊コロコロコミック』2020年11月号までは扉ページではきさいちさとし、目次ページでは私市敬表記になっていたが、同誌2020年12月号からはきさいちさとし表記に統一された。
2020年8月31日より、YouTubeアニメ版の配信を開始した。隔日更新。

### 2021年
2021年1月に単行本第1巻が発売された際には、帯に『テイコウペンギン』のペンギンからコメントが寄せられた。
2021年10月3日には『デュエル・マスターズ キング!』とコラボし、第24話にブラックが登場した。望みの成就と引き換えに切札ジョーに動画出演を持ちかけた。

### 2022年
2022年8月には、「次にくるマンガ大賞2022」コミックス部門にて第20位を獲得した。

### 2023年
2023年1月には『小学館ジュニア文庫』からノベライズの第1巻が発売された。以後続巻。

## あらすじ
悪魔系ヨーチューバーのブラックと助手のカメラちゃんが自分達の動画を面白くするために、人間達と鬼ヤバな企画の契約をして、不思議な力を与えて懲らしめたり、あらゆる物事や世界の裏側を暴き出したりする物語。基本的には1話完結型である。

## アイテム
一部のアイテムは「デビルツール」と呼ばれる。
企画契約書
ブラックチャンネルに出演する際、この書類にサインをすることで契約成立となる。中には動画の本当のタイトルやアイテムの内容も書かれているが、あまりにぶ厚いため出演者は内容を読んでいない。
4コマブラックペーパー
4コマ漫画の原稿用紙のようなデビルツール。描いた内容が実現するが、絵が上手くないと使えない。
悪魔の法律はりがみ
ルールを変えることができる貼り紙のようなデビルツール。
惚れ薬
使うと惚れる薬。しかし、効能がバレると、効果が何もかもなくなる。
5億年ボタン
ブラックをイメージをした模様をしている。ボタンの色は赤。押すと100万円が一瞬で手に入る代わり、5億年間、何もない世界に閉じ込められる。しかし、5億年経ったら、閉じ込められた記憶は消えてしまう。
5秒ボタン
5億年ボタンと同様に、ブラックのイメージをした模様をしている。ボタンの色は青。押すと、押した5秒後に、地獄になる。5億年ボタンと違ってその痛みも感じる。
デビルスコップ
地中まで掘り進めることが可能なスコップ。
ブラックスマホ
いろいろな機能が使える便利なスマホ。
ゲリノート
名前を書かれた人は下痢をするというアプリ。
ケスノート
その名前を書いた人が消されるアプリ。
ステータスチェッカー
人の6つの能力値をチェックしたり、割り振れる。
スマホの魔神ちゃん
なんでも願い事を叶えてくれるが、願い事の代わりに、代償がかかる。願い事は、3つまで。
自分メーカー
自分のクローンを作ることができるアプリ。
自分メーカーの部屋
自分メーカーを作った人のための部屋。クローンと本人をその部屋から入れ替えることができる。
ゾンビワールド
ブラックスマホのアプリの一つ。スタートボタンを押せば、町中はゾンビで埋め尽くされるが、解除ボタンを押せば、ゾンビは消える。
タイムストップ
時間を止めることができる能力を持てるアプリ。
地震シミュレーター
地震を起こすことができるアプリ。
ブラックスルー
壁をすり抜けることができるアプリ。しかし、床もある意味壁なので、すり抜けられてしまう。
天気テンキ
天気を操ることができるアプリ。

魔界の最新スマホ
魔界での最新のスマホ。ブラックスマホとの関係は不明。
フレンドコントローラー
人間を操ることができるコントローラー。
だれでも伝記アプリ
人にスマホをかざすと上に伝記に載るようなことが知れるデビルツール。
ゲーミングハンマー
ゲームのソフトを持っていれば、そのゲームですることが現実世界で可能になる。

## 登場人物

### 主要人物
ブラック
声 - 保住有哉
本作の主人公。自称”悪魔系ヨーチューバー”だが、正体は本物の悪魔。身長：172cm、誕生日：9月6日。一人称は「オレちゃん」で、ですます調の敬語で話す。標的の欲望を叶える企画を発案するも、実際はその先にある人間の負の一面や世界の裏側を曝け出すことを楽しんでいる。
漫画版では、出演者の欲望を叶えた後、その人物の本性を収めた動画を魔界で公開し、最後はブラックホールで魔界に送った出演者に晒す。出演者はその後記憶が消え何事も無かったかのように日常に戻るが、性格が丸くなっている（さとしの観点によると「人間から悪を吸い取っている」と評している）。口癖は「それは鬼ヤバですね〜」。決め台詞は「契約成立（）!!」「ディス・イズ・炎（）ターテイメント！」。
必殺技のディス・イズ・炎ターテイメントを喰らわれた契約者は｢この、悪魔〜!!!!」と言うのに対してブラックは「悪魔ですが、何か？」と答えるのがお約束。コーヒーは、ブラックコーヒー派。好きな食べ物は、ブラックライジング。
かつては次代の神候補筆頭と称される程の有能な天使（序列はB。天使には序列が存在し、神、A、B…と続く）だったが、ある事件がきっかけで堕天した。
カメラちゃん
声 - 松井暁波
頭部がビデオカメラのブラックのアシスタント。誕生日：11月30日。彼の撮影中に限りブラックが企画した不思議なことが起こる。また、さまざまな物に変形することができ、（戦車、飛行機、ガトリングガンなど）ピンチの時は、カメラちゃん自身が武器変形（クロノピッチフォーク）する。きさらぎ駅でこの技を使うと魔力が切れて動画データがなくなる。コーヒーは、キャラメルラテ派。基本的に「じー」（例外あり）としか話さない。
さとし
声 - 松井暁波
優中部（ゆうちゅうぶ）小学校に通う小学5年生。身長：142cm、体重：36kg。誕生日：12月26日。漫画版での愛称は「さとくん」、YouTubeアニメ版での愛称は「さとしくん」。勉強も運動もゲームも苦手なごく普通の少年だが、友達想いで優しい。バズに憧れてヨーチョーバーとして活動しているが、なかなか再生数が伸びない。ブラック曰く「よくあるネタをマネするだけ系ユーチューバー」。
漫画版では、ブラックとの出会いがきっかけで彼の動画撮影に巻き込まれている。かなりの災難体質でブラックと契約者の契約を常識的な視点から見る傍観者的ポジション。
アニメ版では、基本的に私利私欲の為に度々深く考えないまま、ブラックと契約しては酷い目に遭っているが最近では原作同様の役回りの回が増えている。一人称は「俺」だが、目上の人、または時々「僕」を使う。

### 漫画版の人物
鹿江 しんご（しかえ しんご）
漫画版のパイロット版のみ登場。名倉にいじめられていたが、ブラックに100倍の攻撃力を与えられたことでリベンジに成功したことで力に溺れ調子に乗っていた。しかし、最後はヒヨコに吹っ飛ばされる程防御力が0になっていることを知り絶望し、それをきっかけに心を入れ替え空手を始める。
名倉 ないと（なくら ないと）
漫画版のパイロット版のみ登場。鹿江のクラスメイトでガキ大将で乱暴者。よく鹿江を「ぶつぞ」と脅してきては好き放題やっていたが、100倍のパワーを見せられてからは鹿江を恐れるようになってしまった。
市井 ひめ（いちい ひめ）
漫画のパイロット版で初登場。優中部小で一番人気の少女。
漫画版では「市井ちゃん」で裏表が激しく、表向きは優しいが、実際は計算高く自分が一番ではないと気が済まない性格で、かなりの怪力。ブラックによりその本性を暴かれた。
アニメ版では「ひめちゃん」という名前になっている。体がさとしと入れ替わったことがある。また、惚れ薬を欲しがっており、その時の凶暴さは犬並み。
だいち
声 - 保住有哉
アニメ版で先行登場。学校で一番のガキ大将。乱暴者でさとしにプリンをいつも要求しにきたり、ケンカになったりすることが多いが、さとしとの仲は良い。
つねや
アニメ版で先行登場。実家がお金持ちであることを自慢している。アニメ版ではブラックとの契約で体を透明にする能力を得たさとしに、家宝の金のサッカーボールを盗んでみろと挑発する。
オダ
ゲーマー小学生。「フォントナイト」というゲームが得意で、さとしを「ザコさと」と見下していたが、アニメ版、漫画版共にブラックに成敗された。リーゼントヘアーの茶髪が特徴。また、成績は悪い。
先生
さとしのクラスの先生。アニメ版と漫画版でそれぞれ異なっている。
イマイチ
売れない漫画家。不採用になった原稿を捨てようとしたところをブラックとさとしに出会う。
ユウト
さとしのクラスの学級委員。成績優秀で品行方正だが、ブラックからは不信感を抱かれている。
アカネ
声 - 松井暁波
きさらぎ駅の鬼の大将の女の子。身長：165cm、誕生日：2月3日。デビルチェーンを破壊するほどの筋力を持つが、最後はブラックのクロノピッチフォークで停止させられた。勝気で男勝りな性格。また、後にアニメ版にも「魔界の格闘系Youtuber」の肩書と共に登場。ブラックと同じくYoutubeで動画配信を行っており、ブラックにYoutuberとして競争意識を持っている反面、彼に好意がある様子。
青オニ
アニメ版YouTuberのアカネの撮影助手。一つ目と一本角が特徴で、「ニー」としか話さない。
岡
オカルト好きだが、ブラックとの契約で、家が心霊スポットになってしまった。
バニラ
天使系大食いヨーチューバー。愛らしい容姿で周囲を幸せにする天使の少女。アニメ版では、空腹が限界に達すると凶暴化する。
ワッカちゃん
バニラの撮影助手。光輪に羽が付いている。
ダイダイ
魔界からやって来たヨーチューバーの死神。
外見は幼く、フード付きのパーカーを着ている。
昔はブラックチャンネルを楽しんでいたが、『死』が無いことを不満に思い、彼に代わって『死』をテーマとした動画を作ろうと、優中部町の人々をデスゲームに参加させたが、失敗に終わった。
白戸/ホワイト
声 - 石田彰
奇跡を起こす人間としてさとしに近づくが、ブラックからは疑いの目を持たれている。関西弁を話す。正体は、神様。アニメ版では天使Aとして登場し、天使B（当時のブラック）が堕天するきっかけとなる人物。

### アニメ版の人物
徳井 勉
さとしの学年で、一番勉強ができる天才。どんなにさとしが勉強をしても、「焼け石に水」とからかっている嫌味な性格。
ガリた
さとしの隣のクラスのガキ大将。「おで」「デブ〜」といった口調が特徴で、だいちとはある事がきっかけで仲良くなった。
もう1人のさとし
アニメで、本物のさとしと入れ替わった。後に、さとしがいるスマホを海に落とした。
さとし母
さとしの母親。顔は不明だが、ある動画のサムネにそれらしき人物が登場している。
たかし
さとしの父親。映画監督で、釣りが趣味らしい。姿はさとし過去編で登場。
さとしの先祖
侍。敬語を使わないと怒る。
さとしの祖父
さとしの祖父。サムネに出ているが、本編には未登場。
カツカレー
さとしが名前をつけたライオン。最後はサバンナに帰った。だが、ゾウと対決した際に復活。結果、カツカレーが勝った。
ポチ・ココ
両方ともさとし母の友達の飼い犬。ポチは骨が好物で、足も速い白い犬。ココは、関西弁を使う犬。
神杉くん
イケメンで勉強も運動も1番抜群の男の子。アニメ版のみ登場。
トモキ
さとしのクラスメイト。糸目が特長。父親と一緒にYouTuberをしている。
トモキ父
元々、息子のトモキと一緒にYouTubeを見ていて、2人とも、YouTube好きだったため、YouTuberになった。YouTuberになってから間も無く、YouTubeで大事な秩序というものが乱れてしまった。再生回数と収入、さらには、高評価、チャンネル登録に命をかけるようになり、さらには、人気の動画をパクるという行為も出てしまった。ブラックに裏側を暴かれてしまったという、ブラックの被害者の一人。その裏側が自分のチャンネルに公開され、その後、アカウントがBANされた。その後は、アカウントを作り直して、2人でYouTuber活動を始めた（ブラックチャンネルにトモキ父の裏側が公開されたが、トモキ父の顔にはモザイクをかけている）。父親は相当人気がなく、息子のトモキが人気多め。
ブランク
ブラックの偽者で、彼を名誉毀損していたが、最後は幽霊に襲われた。元から黒髪らしい。その後も、登場してはブラックの邪魔をするが、返り討ちに遭っている。
藍山嵐
優中部町の隣町の少年。「AAマン」と名乗り、YouTubeのコメント欄を荒らす。その内容は、ほとんど誹謗中傷。荒らす理由は、誹謗中傷をしないと、目立たないから。後で警察が来たが、厳重注意だけで済んだ代わりに、母親にパソコンを取り上げられた。その後、ブラックとの契約で、空想の世界で荒らしをした。家の内装は、ほとんどがゴミ袋となっている。
これまリュート
迷惑系YouTuber。有名人にメントスコーラをしようとしてくる。メントスコーラの邪魔をされると、苛立つ。最後は、ブラックの偽動画で騙され、逮捕された。また、さとシーサーをミッチーと一緒に見ていた。また、再び登場したときは、これまリュージという人物によって住所特定され、これまリュートのプライドが崩され、そのあとブラックの地獄に落とされ、気付いたら逮捕された。
ミッチー
ゲーム実況者。ゲームの腕はよくないが、それを指摘されると逆ギレするタイプ。ブラックが契約を取り付けたことでさとしと共にゲーム実況をすることになるが、自身は乗り気ではなかったようで、終始さとしに対し高圧的な態度をとっていた。ブラックに裏側を暴かれたことで好感度が落ちたと絶望するが、さとしに励まされる。その後、さとしとゲームを楽しんでいた。さとシーサーをこれまリュートと一緒に見ていた。

魔神
ブラックスマホのアプリ「スマホの魔神ちゃん」の魔神。願い事を叶えるたびに、代償を出させる。
キラメンジャー
ヒーロー集団。ブルーの代役としてさとしが入ることになる。
レッド
リーダー。ブラックが新カラーのメンバーとして参加したことで、人数を5人に合わせるためさとしを殉職させようとする。
ブルー
本来イケメンとしてキャラ付けされる予定だったが、代役のさとしがイケメンではないということで、レッドにより青魚を食べるキャラとしてキャラ付けされる。
イエロー
キャラ付けのために、カレーを食べているキャラで売っている。太っている。
グリーン・ピンク
両方とも女性。キャラ付けは不明。ピンクはレッドと、グリーンはイエローと恋人関係。
ロボット
某怪人を倒すために作られたロボット。左腕がサバのような形になっていて、ミサイルのように拳を発射できるようになっている。さとしは左腕の拳に乗せられ、拳を発射され某怪人に命中したことで、さとしは丸焦げになる。

某怪人
テイコウペンギンの某企画をモチーフにした怪人。キラメンジャーとさとしが乗っているロボットのミサイルパンチを喰らい倒された。
力原
暴力で解決し、「殴られたくなけりゃ走れ」をモットーにしている。最後は、教育委員会に叱られてしまい、その後教師を退職した。
肝田完璧人
さとしのクラスメイト。自分が女子から好かれていると思い込んでいる変態で、狙った女子に対して常軌を逸した行動を取る。
モモ/マゼンタ
声 - 大西綺華
天使と悪魔のハーフの女性。身長：158cm、誕生日：10月5日。感情が高ぶると変身する。優中部小に教育実習生としてやって来る。
モモ
天使の人格。優しい性格だが、教え方に難があり、生徒にも舐められやすい。
マゼンタ
悪魔の人格。乱暴な性格だが、指導は上手い。
太狼
声 - 保住有哉
アイドル系YouTuber。レオの兄。弟とは反対に、明るい性格。
ブラックチャンネルを尊敬している。
レオ
声 - 大西綺華
発明系YouTuber。太狼の弟。控え目な性格。
背中にある4本のロボットアームと白衣の右胸とノートパソコンには『D』のマークが付いていることが特徴。
栗矢アキラ
声 - 保住有哉
少年の姿をした魔界の悪魔。身長：164cm、誕生日：4月1日。自分が魔界一目立ちたいがために騒動を起こす。ブラックをライバル視しているが、彼からはよく名前を間違われている。
伊尾田/イオタ
声 - 保住有哉
優中部小に新しく赴任してきた教頭先生。身長：187cm、誕生日：11月11日。曲がったことを嫌い、スパルタ教育を全校生徒に課す。
正体は、天使。地上で最も曲がっているとされるという理由で勝手に優中部小にやって来た。ビームなどの遠距離攻撃を得意とする。
マゼンダを封印して、モモを完全な天使にしようとしたが、ブラックとマゼンダに敗北。その後、天界を追放され、教頭として復職した。

## 書誌情報
- きさいちさとし『ブラックチャンネル』小学館〈てんとう虫コロコロコミックス〉、既刊12巻（2025年5月28日現在）
  1. 2021年1月28日発売[20]、ISBN 978-4-09-143264-3
  2. 2021年6月28日発売[21]、ISBN 978-4-09-143316-9
  3. 2021年10月28日発売[22]、ISBN 978-4-09-143348-0
  4. 2022年2月28日発売[23]、ISBN 978-4-09-143376-3
  5. 2022年6月28日発売[24][25]、ISBN 978-4-09-143524-8 / ISBN 978-4-09-943114-3（特装版）
  6. 2022年9月28日発売[26]、ISBN 978-4-09-143550-7
  7. 2023年2月28日発売[27]、ISBN 978-4-09-143581-1
  8. 2023年7月18日発売[28]、ISBN 978-4-09-143639-9
  9. 2023年12月27日発売[29]、ISBN 978-4-09-143674-0
  10. 2024年6月27日発売[30]、ISBN 978-4-09-149735-2
  11. 2024年12月26日発売[31]、ISBN 978-4-09-149876-2
  12. 2025年5月28日発売[32]、ISBN 978-4-09-154034-8
- きさいちさとし（原作・イラスト）／すけたけしん（小説）『ブラックチャンネル』小学館〈小学館ジュニア文庫〉、全3巻
  1. 動画クリエイターが悪魔だった件 2023年1月27日発売[33]、ISBN 978-4-09-231445-0
  2. 鬼ヤバ動画がブラック校則をあばいた件 2023年8月25日発売[34]、ISBN 978-4-09-231460-3
  3. 異世界では鬼ヤバ動画の撮れ高サイコーな件 2024年9月27日発売[35]、ISBN 978-4-09-231495-5